# Quatrième rapport d'évaluation du GIEC
Le quatrième rapport d'évaluation du GIEC (Fourth Assessment Report, AR4) du Groupe d'experts intergouvernemental sur l'évolution du climat (GIEC), rédigé en 2007, présente une évaluation des informations scientifiques et socio-économiques disponibles sur le changement climatique. Il sera suivi du cinquième rapport d'évaluation en 2014.
Les principales conclusions du rapport sont les suivantes : « le réchauffement du système climatique est sans équivoque » et « la majeure partie de l'augmentation observée des températures moyennes mondiales depuis le milieu du XXe siècle est très probablement due à l'augmentation observée des concentrations anthropiques de gaz à effet de serre ».

## Vue d'ensemble
Le quatrième rapport d'évaluation du GIEC, intitulé Changements climatiques 2007, se compose de quatre parties : un rapport de chacun des trois groupes de travail et un rapport synthétique, :
- Rapport du premier groupe de travail : Les Éléments scientifiques (The Physical Science Basis)[3].
- Rapport du deuxième groupe de travail : Conséquences, adaptation et vulnérabilité (Impacts, Adaptation and Vulnerability)[4].
- Rapport du troisième groupe de travail : L'Atténuation du changement climatique (Mitigation of Climate Change)[5].
- Rapport synthétique : Bilan 2007 des changements climatiques : Rapport de synthèse (Climate Change 2007: The Synthesis Report)[1].

Ces rapport sont élaborés par plus de deux mille experts et examinent « les aspects qui intéressent particulièrement les décideurs ». Le quatrième rapport d'évaluation « confirme que le climat est en train de changer, essentiellement en raison des activités humaines ; décrit les incidences incidences du réchauffement planétaire déjà observables et anticipées ; présente les possibilités d’adaptation de nos sociétés soucieuses de réduire leur vulnérabilité ; et analyse les coûts des politiques et des technologies à mettre en œuvre pour limiter la portée des
changements futurs ».

## Premier groupe de travail
Le rapport complet du premier groupe de travail est publié en mars 2007 et est mis à jour pour la dernière fois en septembre de la même année. Il comprend un Résumé à l'intention des décideurs (RID), qui est publié en février 2007 et une section intitulée Questions fréquentes.
Cette partie du rapport évalue les connaissances scientifiques actuelles sur les « causes humaines et naturelles des changements climatiques » ainsi que le « changement climatique observé ». Il examine la capacité de la science à attribuer des changements à différentes causes et fait des « estimations du changement climatique futur résultant de simulations ».
Il est produit par 676 auteurs (152 auteurs principaux, 26 réviseurs et 498 contributeurs) de quarante pays et il est relu par plus de 625 experts. Plus de 6 000 publications examinées par des pairs sont citées.
Avant d'être approuvé, le résumé est examiné ligne par ligne par les représentants de 113 gouvernements lors de la dixième session plénière du premier groupe de travail, entre janvier et février 2007.
Sur la question du réchauffement climatique et de ses causes, le RID conclut que :
- « le réchauffement du système climatique est sans équivoque »[10].
- « l'essentiel de l'accroissement observé sur la température moyenne globale depuis le milieu du XXe siècle est très probablement dû à l'augmentation observée des concentrations des gaz à effet de serre anthropiques »[11].

L'expression « très probablement » utilisée ici signifie que « la considération des incertitudes restantes se base sur les méthodologies actuellement disponibles. »

### Observations
Le rapport note de nombreux changements observés dans le climat de la Terre, notamment la composition de l'atmosphère, les températures moyennes mondiales, les conditions océaniques et d'autres changements climatiques.

### Facteurs qui réchauffent ou refroidissent la planète

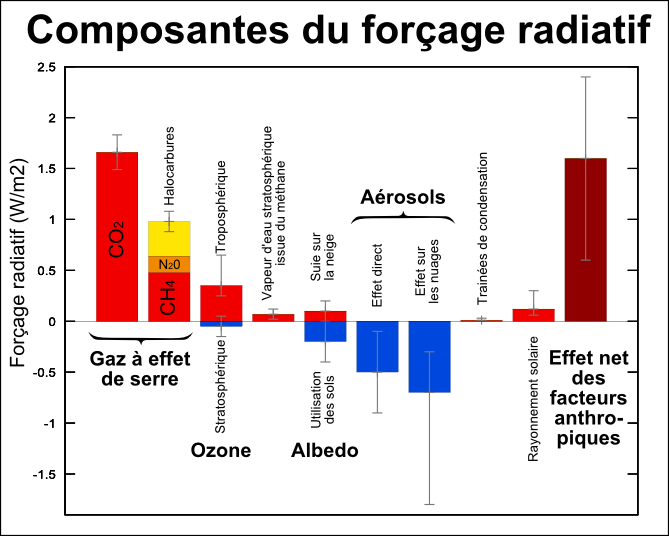
Les changements de forçage radiatif entre 1750 et 2005, tels qu'estimés par le GIEC.

Le quatrième rapport d'évaluation décrit les effets de réchauffement et de refroidissement sur la planète en termes de forçage radiatif, c'est-à-dire le taux de changement d'énergie dans le système, mesuré en puissance par unité de surface. Le rapport montre en détail les contributions individuelles au réchauffement (le forçage positif) du dioxyde de carbone, du méthane, du protoxyde d'azote (oxyde nitreux), des hydrocarbures halogénés, d'autres facteurs de réchauffement humains et les effets de réchauffement liés aux changements de l'activité solaire. Les effets de refroidissement (le forçage négatif) des aérosols, des changements de la couverture du sol et d'autres activités humaines sont également indiqués. Toutes les valeurs sont indiquées en rapport avec les conditions préindustrielles.

### Sensibilité climatique
La sensibilité climatique se définit « comme le réchauffement moyen à l'équilibre à la surface du globe sous l'effet d'un doublement de la concentration de CO2 ». « Elle se situe probablement entre 2  et   4,5 °C, la valeur la plus probable s'établissant à 3 °C environ ». Cet intervalle de valeurs ne constitue pas une projection de l’élévation de la température qui surviendra au cours du XXIe siècle, étant donné que le changement futur des concentrations de dioxyde de carbone est inconnu et que des facteurs autres que les concentrations de CO2 ont une incidence sur la température.

## Critique
La publication du quatrième rapport avait entraîné des controverses sur la partialité et les inexactitudes des rapports du GIEC. En 2010, cela conduit le secrétaire général des Nations unies et le directeur du GIEC, Rajendra Kumar Pachauri, à demander que l'IAP (InterAcadamy Partnership, un réseau de cent onze académies nationales des sciences) examine le travail du GIEC et formule des recommandations pour renforcer la structure de gestion du GIEC, développer sa politique en matière de conflits d'intérêts, renforcer le processus de révision des contenus, clarifier les lignes directrices sur l'utilisation de ce que l'on appelle la « littérature grise », assurer une utilisation cohérente des probabilités concernant les résultats et améliorer sa stratégie de communication, en particulier en matière de transparence et de rapidité des réponses.